# El tren infinito
El tren infinito (título original en inglés, Infinity Train) es una serie animada antológica estadounidense de aventura y ciencia ficción fantástica creada por Owen Dennis para Cartoon Network. La serie se basa en su piloto de 2016, que después de que se volviera un video viral en el mundo de la animación, Cartoon Network dio luz verde para que se realizaran más episodios. Se estrenó oficialmente el 5 de agosto de 2019, cuya primera temporada fue titulada Libro 1: La Niña Perenne.
Aunque originalmente se pretendía que fuera una miniserie, poco después se anunció que El tren infinito continuaría como una serie de animación de antología después del final de la primera temporada. Presentada como una serie de libros, en donde cada temporada actúa como un solo «libro», cada una tiene como protagonista a un personaje distinto, siendo Tulip Olsen la primera y más notable.
La segunda temporada Libro 2: Reflejo Quebrado, se estrenó el 6 de enero de 2020 en Estados Unidos. La tercera temporada Libro 3: El culto del Maquinista, se estrenó por primera vez el 13 de agosto del mismo año por HBO Max. Mientras que la cuarta temporada Libro 4: Dueto, se estrenó el 15 de abril del 2021 por HBO Max.
En agosto de 2022, la serie se eliminó de HBO Max y todas las referencias a la serie se eliminaron de las publicaciones oficiales de las redes sociales de Cartoon Network, y el creador de la serie, Owen Dennis, promovió la piratería en línea como la única forma de ver la serie en el futuro en su biografía de Twitter.

## Sinopsis
La serie es una antología animada, cuya trama transcurre en torno a un tren de gran envergadura y aparentemente infinito que viaja a través de un paisaje árido en un universo paralelo. El tren se aparece traspasando la realidad y recoge pasajeros que tienen problemas emocionales no resueltos teletransportándolos a otra dimensión. Los vagones del tren contienen una variedad de mundos extraños y fantásticos; a medida que los pasajeros viajan a través de los vagones del tren, sus aventuras les dan la oportunidad de confrontar y resolver sus problemas. Una vez que los resuelven, el tren les permite regresar a casa. Cada temporada tiene como protagonista a un pasajero distinto, siendo Tulip Olsen la primera de ellos.

## Libros
Libro 1: La Niña Perenne: (En inglés, The Perennial Child)
Una niña de 13 años que lucha con el divorcio de sus padres y se encuentra atrapada en el tren cuando intenta llegar a un campamento de diseño de juegos. Es analítica, con los pies en la tierra y está decidida a bajarse del tren.
Libro 2: El Reflejo Quebrado: (En inglés, Cracked Reflection)
Reflejo Tulip (R.T en LA), intenta crearse una nueva vida fuera del Mundo Espejo. Mientras que en su travesía conoce a Alan Dracula y Jesse Cosay.
Libro 3: El Culto Del Maquinista: (En inglés, Cult Of The Conductor) 
Durante una de las misiones de búsqueda de rutina de Apex, Grace y Simon se encuentran separados de su grupo, y se dan cuenta de que tendrán que depender el uno del otro si quieren una oportunidad de sobrevivir a los peligrosos vagones del tren. Durante su travesía tratando de encontrar el Apex, conocen a una niña llamada Hazel y a su compañera una gorila, Tuba.
Libro 4: Dueto: (En inglés, Duet)
Min-Gi Park y Ryan Akagi, son mejores amigos desde la infancia, que sueñan con tener una banda, y viajar juntos por toda Canadá. Después de que una repentina pelea los separa, ambos se encuentran a bordo del misterioso Tren Infinito. Perdidos y confundidos, conocen a Kez, una campana servicial libre, que los acompaña en su viaje. A medida que aumentan las tensiones y salen a la luz viejas heridas, tanto Min-Gi como Ryan deben decidir si pueden trabajar juntos o arriesgarse a perderse para siempre a bordo del Tren Infinito.

## Estrenos
El libro 1 se estrenó por primera vez el 5 de agosto, terminando su emisión el 9 del mismo mes en 2019 por Cartoon Network Estados Unidos. Se estrenó en un evento especial nocturno diariamente, de 2 episodios por día durante 5 días y tuvo 10 episodios. Del 26 al 30 de agosto en Cartoon Network Hispanoamérica los episodios se estrenaron subtitulados, mientras que el 31 se estrenó el episodio 9 y el 1.º se estrenó como evento especial, mientras que del 4 al 8 de noviembre se estrenaron doblados y el 9 se estrenó el sábado 9 de noviembre y el 10, el domingo 10 como final de temporada y evento especial. 
El libro 2 se estrenó por primera vez el 6 de enero, terminando de emitirse el 10 del mismo mes en 2020 por Cartoon Network Estados Unidos. Se estrenó de la misma manera que el Libro 1, un evento especial de 5 noches, 2 episodios por día durante 5 días, del 2 al 6 de marzo.
El libro 3 se estrenó en HBO Max por primera vez el 13 de agosto del año 2020, y se estrenó semanalmente. 5 episodios el 13 de agosto, 3 episodios el 20 de agosto y finalizó con sus 2 episodios finales el 27 de agosto del mismo año.
El libro 4 se estrenó el 15 de abril del año 2021 en HBO Max. Sus 10 episodios se estrenaron todos a la vez. 

## Personajes
Personajes principales

#### Libro 1: La Niña Perenne
- Tulip Olsen (voz original: Ashley Johnson; Naomi Hansel (5 años); Lily Sanfelippo (6-8 años)), es una niña de 12 años, aspirante a programadora de juegos de computadora, que se encuentra atrapada en el enigmático tren mientras intenta llegar al campamento de diseño de juegos en Oshkosh, Wisconsin. Cuando escapó de casa, subió al tren y fue teletransportada inmediatamente a otra dimensión. Su nombre proviene del hecho de que cuando nació tenía un problema respiratorio, pero fue revivida. El incidente convenció a su madre de llamarla Tulip porque se recuperó como una flor perenne. Es la protagonista de la primera temporada y su número inicial es el 115 debido a que no acepta por completo el divorcio de sus padres que después tulip huyo de su casa que odiaba el divorcio.
- One-One, es un robot que consiste en dos robots separados en forma de hemisferio que se combinan para rodar, y que se revela como el conductor del tren en la primera temporada. Los dos hemisferios que posee tienen características opuestas y a la vez complementarias para su existencia. Se encuentra con Tulip en los primeros episodios y aparentemente busca a "su madre" en los vagones del tren (más adelante, se revela que es la cabina de conducción). Tiene un pequeño aspecto perfeccionista y a la vez leal. pero puede ser despistado también. Aparece en la segunda temporada, negándole un número a M.T para poder escapar del tren. No aparece en la tercera temporada, pero es nombrado múltiples veces por Grace y Simon, afirmando su odio hacia el.
  - Alegre (voz original: Jeremy Crutchley), es la parte exuberante y optimista de Uno-Uno. Es la parte dominante de One-One. Su actitud puede ser un poco ingenua e infantil
  - Triste (voz original: Owen Dennis), es la parte taciturna y pesimista de One-One. Es la parte filosófica de One-One. Su actitud es más seria y madura que su parte feliz.

- Atticus (voz original: Ernie Hudson), es un perro parlante de raza Corgi, rey de Corginia y unificador de los Cardigans y Pembrokes, un mundo dentro de uno de los vagones del tren. Se une a Tulip en su viaje para ajusticiar al monstruo que atacó a Corginia.

#### Libro 2: El Reflejo Quebrado
- M.T/Lake/Mirror Tulip (voz original: Ashley Johnson), es una joven que reside en el vagón cromado. Su papel es ser el reflejo de Tulip, hasta que ella la libera en la primera temporada. Vive su propia vida fuera de su vagon, obteniendo un cambio de personalidad independiente de Tulip. Es el personaje principal del Libro 2 y acompañante de Jesse.

- Jesse Cosay (voz original: Robbie Daymond), es un pasajero que está decidido a bajarse del tren. Vive en Arizona y participa en un equipo de natación. Se encuentra en el tren debido a que lastimó a su hermano Nate y su conciencia lo hace sentir mal, siendo su número inicial el 31. Es el único pasajero hasta ahora conocido en asistir al tren más de una vez.

- Alan Dracula, es un ciervo mágico de cola blanca que acompaña a Jesse y a MT en el tren. Tiene poderes sobrenaturales,tales como alargar su cuerpo, girar su cabeza, adoptar cualquier tipo de forma e inclusive lanzar rayos láser.

#### Libro 3: El Culto del Maquinista
- Grace Monroe (voz original: Kirby Howell): Líder de los Apex, un grupo de niños con actos vandálicos y con ideologías contrarias a la realidad, Grace debería encontrar el camino de vuelta a su vagón junto con su compañero y amigo Simon. Su número es muy alto debido a que no asimiló sus problemas familiares y huyó de ellos. Sin embargo; durante la aventura logra encontrar algo que cambie su forma de pensar.

- Simon Laurent(voz original: Kyle McCarley): Colider de los Apex y compañero y amigo de Grace, deberá encontrar el camino de vuelta a su vagón junto a ella. Su número es muy alto debido a que tuvo traumas en el tren y malas impresiones de la vida real que no pudo asimilar. A contrariedad de Grace, el futuro de Simon es más turbio y puede acabar de una manera trágica para el.

- Hazel (voz original: Isabella Abiera): Una pequeña niña de 6 años que se vuelve amiga de Grace y Simon y los acompaña durante su regreso a su vagón. A pesar de su apariencia humana, extrañamente no cuenta con un número. Grace y Simon se aprovechan de su inocencia y carisma para convertirla en un futuro miembro de los Apex. Siempre está acompañada de su niñera y mejor amiga maternal Tuba.

- Tuba (voz original: Diane Delano): Una gorila muy maternal y protectora que cuida de Hazel como su hija y mejor amiga. No se lleva bien con Simon, ya que este lo considera un "nulo" carente de número. Jamás se separa de Hazel y esta dispuesta a seguirla a cualquier lado con tal de asegurar su seguridad.

#### Libro 4: Dueto
- Min-Gi Park (Voz original: Johnny Young
- Ryan Akagi (Voz original: Sekai Murashige
- Kez (Voz original: Minty Lewis)

#### Personajes recurrentes
- La gata (voz original: Kate Mulgrew), es una gata parlante que Tulip encuentra en el tren infinito. Engaña a Tulip múltiples veces, por obligación de la maquinista Amelia a cambio de su libertad. Al final es traicionada por esta y se pone del lado de Tulip para defender lo correcto. En el libro 2, es una anfitriona del vagon de diversiones y obliga a M.T y a Jesse a conseguir 1000 boletos para poder avanzar en el tren. En el libro 3, se revela que tiene un pasado con Simon y que su verdadero nombre es Samantha.

- Amelia (voz original: Lena Headey), el maquinista es un gigantesco robot que controla el tren. Más tarde se revela que esto es solo un disfraz, siendo su verdadera identidad una pasajera cuyo nombre real es Amelia, que derrocó a One-One y usurpó su posición como el maquinista en su intento por crear un vagón que contuviera a su difunto esposo Alrick (Matthew Rhys). Es el pasajero con el número más grande de todo el tren, al huir de su problema por más de 30 años. En el libro 3, se descubre que Amelia trabaja para One-One en un intento de buscar la redención que tanto merece y revela grandes datos a Grace y a Simon.

- El asistente (voz original: Johnson), es un robot amenazador cuyo cuerpo consiste en cables similares a tentáculos que convergen en una máscara blanca humanoide. Los ojos de la máscara emiten llamas azules. Es el ayudante del maquinista.

## Episodios
| Libro | Libro  | Nombre                  | Episodios | Episodios | Emisión original        | Emisión original         | Emisión original |
| Libro | Libro  | Nombre                  | Episodios | Episodios | Primera emisión         | Última emisión           | Cadena           |
| ----- | ------ | ----------------------- | --------- | --------- | ----------------------- | ------------------------ | ---------------- |
|       | Piloto | Piloto                  | Piloto    | Piloto    | 02 de noviembre de 2016 | 02 de noviembre de 2016  | YouTube          |
|       | 1      | La Niña Perenne         | 10        | 10        | 05 de agosto de 2019    | 09 de septiembre de 2019 | Cartoon Network  |
|       | 2      | El Reflejo Quebrado     | 10        | 10        | 06 de enero de 2020     | 10 de enero de 2020      | Cartoon Network  |
|       | 3      | El Culto del Maquinista | 10        | 10        | 13 de agosto de 2020    | 27 de agosto de 2020     | HBO Max          |
|       | 4      | Dueto                   | 10        | 10        | 15 de abril de 2021     | 15 de abril de 2021      | HBO Max          |

## Recepción crítica
El tren infinito recibió reseñas positivas por parte de la crítica. Caroline Cao de Slash Film lo describe como un «éxito salvaje», mientras que Andrea Towers de Nerdist lo ha calificado como «uno de los mejores programas de animación del año». Reuben Baron de CBR la comparó con la miniserie animada Más allá del jardín también de Cartoon Network, aclamándola como «una pieza bellamente manejada de narración independiente y guiada por los personajes». Skyler Johnson de Comic Watch dijo que es «excelente», con «profundidad emocional que rara vez se ve en la televisión infantil», «humor ingenioso e inteligente» y «acción de voz estelar». Emily Ashby de Common Sense Media dio a la serie 5 estrellas de 5. En su reseña, Ashby elogió los mensajes positivos sobre la amistad y la introspección. Ashby también elogió el carácter de Tulip y los momentos emotivos de la serie.
Se está haciendo una campaña en Twitter con el hastag #finishinfinitytrain para que la serie sea renovada para una o más temporadas. El creador afirmó que si el proyecto sigue podían explorar otros aspectos de la vida humana, e incluso una película sobre Amelia

## Nota
1. ↑  Este episodio se emitió en VOD el 1 de noviembre de 2016.